# Čukotsko morje
Čukotsko morje (rusko Чукотское море, latinizirano: Čukotskoje more; angleško Chukchi Sea) je robno morje Arktičnega oceana, ki leži med Azijo in Severno Ameriko.
Njegova zahodna obala je del severovzhodne Sibirije in Čukotskega polotoka na skrajnem vzhodu Rusije, vzhodna pa seže od Sewardovega polotoka do rta Point Barrow na severozahodu ameriške zvezne države Aljaska. Na severozahodu pri Vranglovem otoku meji na Vzhodnosibirsko morje, medtem ko se na severovzhodu od rta Point Barrow proti severu razteza meja na Beaufortovo morje. Južna meja je Beringov preliv, ki ga povezuje s Tihim oceanom.
Ime je dobilo po ljudstvu Čukči, katerega pripadniki živijo predvsem na njegovi zahodni obali in v notranjosti Čukotskega polotoka, tradicionalno pa so se ukvarjali z lovom na ribe, kite in mrože.
Zaradi ledu je plovno le štiri mesece v letu. V njem in Beringovem prelivu poteka mednarodna datumska meja.

## Geografija
Čukotsko morje obsega površino približno 582.000 km². Leži znotraj severnega polarnega kroga, približno med 66,5° in 80° severne zemljepisne širine ter med 160° in 180° zahodne zemljepisne dolžine. Zahodna obala je na azijski celini in pripada ruskemu Čukotskemu avtonomnemu okrožju, medtem ko je vzhodna obala na severnoameriški celini in pripada ameriški zvezni državi Aljaska.
Zahodna obala je del severovzhodne Sibirije in Čukotskega polotoka na skrajnem vzhodu Rusije. Vzhodna obala se nahaja na severozahodu Aljaske in seže od Sewardovega polotoka do rta Point Barrow. Na Sewardovem polotoku je najbolj zahodna točka obeh ameriških celin, medtem ko je Point Barrow najbolj severna točka Združenih držav Amerike. Čukotsko morje je zaradi ledu plovno le od julija do oktobra, predvsem v bližini zahodne obale. Njegovo najbolj pomembno pristanišče je v ruski vasi Uelen, ki šteje približno 600 prebivalcev in leži okoli 20 kilometrov oddaljeno od najbolj vzhodne točke azijske celine na Dežnjovovem rtu.
Čukotsko morje na severu meji na glavni del Arktičnega oceana. Na severozahodu ležita Vranglov otok in Longov preliv, kjer Čukotsko morje meji na Vzhodnosibirsko morje. Severno od rta Point Barrow poteka severovzhodna meja Čukotskega morja na Beaufortovo morje. Južna meja je Beringov preliv, ki Čukotsko morje preko Beringovega morja povezuje s Tihim oceanom.
Čukotsko morje je razmeroma plitvo. Povprečna globina je ocenjena na 77 metrov. Na približno 56-odstotnem delu njegove površine je globina celo manjša od 50 metrov. Največjo globino 1256 metrov najdemo na severu. Na morskem dnu je jarek, dolg približno 700 kilometrov. Otokov ni veliko. Vranglov otok je edini večji otok. Približno 70 kilometrov vzhodno od njega leži znatno manjši otok Herald, imenovan po britanski ladji, s katere so ga prvič opazili. Nekaj manjših otokov najdemo tudi v bližini obeh obal. Tako na zahodni kot na vzhodni obali v Čukotsko morje tečejo številni naravni vodotoki.
V Čukotskem morju sta najbolj zahodni del kontinentalne police Združenih držav Amerike in najbolj vzhodni del ruske kontinentalne police. Skozi območje med tema dvema kontinentalnima policama potekajo selitve številnih morskih sesalcev. Potrjena je bila prisotnost kitov, mrožev in brkatih tjulnjev. V Čukotskem morju živi več kot 2000 severnih medvedov, kar je približno 10 odstotkov celotne svetovne populacije severnega medveda. Življenjsko so odvisni od plavajočega ledu, kjer preživijo večji del časa.